# Далія фіолетовий
Далія фіолетовий — трифенілметановий барвник, що є сумішшю двох органічних сполук — кристалічного фіолетового і основного фуксину, що також є похідними трифенілметану. Зелений порошок, що дає фіолетове забарвлення в розчині, застосовується в біології для фарбування препаратів.
Синоніми: dahlia B (4B), dahlia violet B, Hoffman's violett, Primula R wasserlöslich, Spiller's purpule, CI 42530.

## Властивості
Зелені кристали у вигляді порошку або блискучих шматочків, що складаються з двох рівних кількостей барвників кристалічного фіолетового та основного фуксину. Добре розчиняються у воді та етанолі з утворенням розчинів фіолетово-синього кольору.

## Застосування
Використовується для фарбування препаратів для мікроскопії. У гістології цим барвником забарвлюють амілоїд та аксони нервових клітин, у ботаніці виконують прижиттєве забарвлення ядер клітин рослин.